# Ugljevik
Ugljevik (srbsko Угљевик) je občina in mesto v  Bosni in Hercegovini.  Občina leži ob vzhodnem vznožju gore Majevica, v slikovitem podeželju, kjer se gorski svet spušča v ravnice Semberije.  Središče občine je mesto Ugljevik, ki sodi med najbolj moderna mesta z največ sončnimi dnevi v etnični entiteti Republiki srbski. V občini se nahaja Rudnik in termoelektrarna Ugljevik, ki tretjino proizvedene elektrike dobavlja Sloveniji, ki je sofinancirala njeno gradnjo v času Jugoslavije.